# Fi 156 (航空機)
Fi 156 シュトルヒは、ドイツ国防軍において、第二次世界大戦中のあらゆる戦線で、空中偵察、弾着観測、連絡、負傷兵輸送など、ヘリコプターが実用化される以前の時代に、様々な用途で使用された多目的航空機である。シュトルヒ（Storch）とはドイツ語でコウノトリを意味する。フィーゼラー社によって製造され、戦後も1950年代まで自家用機向けとして西ドイツ以外の国で生産された。

## 開発
1935年、ドイツ航空省は数社に対してドイツ空軍向けの新型連絡機の競争入札を行った。フィーゼラーが提示した機体は短距離離着陸性能（STOL性）が抜きん出ており、離陸には向かい風で50 m、着陸には20 mで十分であった。
Fi 156Aの原型機は1936年の春に初飛行した。V型8気筒で180 kW（240 HP）のアルグス As 10Cというレシプロエンジンを装備したこの機体は、馬力の割には低速な175 km/hしか出せなかった。とはいえ、この大馬力は無駄になっていたわけではなく、高いSTOL性能として生かされていた。Fi 156Aは50 km/hという低速でも飛行が可能で、45 mで離陸でき、18 mで着陸することができたのである（巡航速度より低速でも高速でも抗力は増大する。抗力最小の速度より遅く飛ぶにも、原動機の余力が必要となる）。ドイツ空軍から16機の契約を得るとただちに生産開始を命じられ、最初のFi 156Aは1937年中頃に運用が開始された。

## 設計
Fi 156の高いSTOL性の源は、主翼の高揚力性にあった。主翼前縁には、全幅にわたって固定スラットが取りつけられており、後縁のヒンジ式エルロンとフラップはいずれもスロッテッド（隙間式）であった。主翼は胴体に沿うように折り畳むことができ、トレーラーに積んだり、自動車でゆっくりと牽引することすら可能だった。
降着装置の長い脚はオイルとスプリングのショックアブソーバーを内蔵しており、着陸時には46 cmほど縮む。この機構のおかげで、ほとんどあらゆる場所へ降りることが可能となった。飛行中、2本の脚は下方へ垂れ下がっており、このため、非常に長い脚と大きな翼をもった鳥のように見えた。このことからシュトルヒ（ドイツ語でコウノトリ）というニックネームが付けられた。
初期の機体は非武装だったが、C-2以降は風防後端にMG 15 機関銃を1丁装備し、後方の敵機に対する防御火器として機能した。

## 運用
Fi 156Aの性能に満足したドイツ空軍だったが、次にフィーゼラーはFi 156Bを提案した。このシリーズは前縁スラットを収納できるようにすると共に、多くの空気力学的な改修によって抵抗を減らし、208 km/hまで速度を増加させたものだった。しかし、空軍はこの程度のささいな違いを重要視しなかったため、フィーゼラーは主要生産型となるCシリーズへと重点を移した。Fi 156Cは基本的にはAシリーズに運用上の柔軟性を持たせたものである。試作型のC-0を経て、C-1、C-2シリーズは1939年に運用が開始された。1941年からはC-3シリーズに切り替わる。
1937年 - 1945年にかけて、合計約2,900機のFi 156が生産されたが、その大半はCシリーズだった。1943年にフィーゼラーの主要工場がBf 109の生産に移行したため、Fi 156の製造はチェコスロバキアのムラス工場にシフトした。1942年4月からは、占領したフランス国のモラーネ・ソルニエ工場でも、多くの機体が作られた。この2つの工場は、特定の民間市場向けに戦後も生産を続けた。これらフランス製の機体の一部は、アルジェリア戦争をはじめ、第一次インドシナ戦争やベトナム戦争でも使用された。
高いSTOL性を持つFi 156は、第二次世界大戦の全戦線で用いられ、小柄な機体ながら要人の救助や移動にも用いられた。

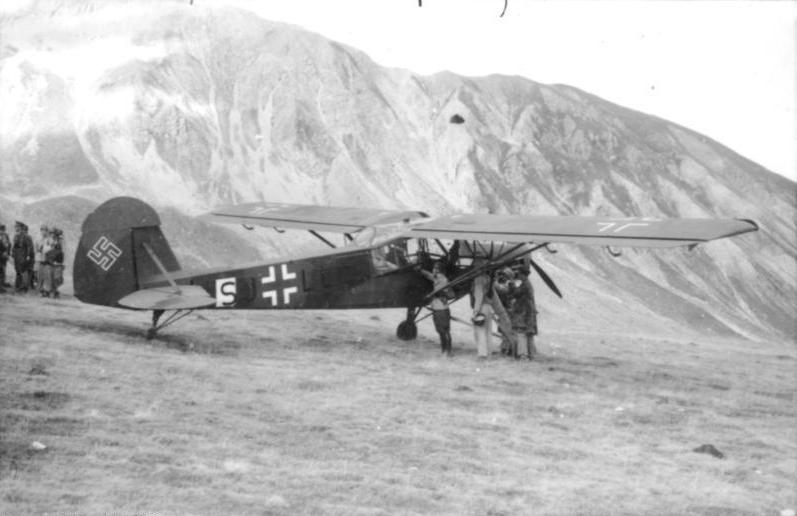
ムッソリーニ確保のためにグラン・サッソ山頂に着陸したFi 156

1943年9月12日、Fi 156はグラン・サッソに幽閉されていたベニート・ムッソリーニを、ドイツ軍支配地域に送り届けるために用いられた。ヴァルター・ゲールラッハが操縦するFi 156は狭いグラン・サッソの山頂に30 m程度で着陸し、コマンド部隊指揮官のオットー・スコルツェニーとムッソリーニを乗せた上で、重量オーバーであったにもかかわらず75 mたらずで離陸し、ムッソリーニをドイツ軍の支配する安全地帯まで運んだ。
また、1945年4月23日にローベルト・フォン・グライムとハンナ・ライチュがソ連軍包囲下のベルリンに飛んだ際に用いたのもFi 156である。4月26日にベルリンに到着したFi 156は、激しい対空砲火で損傷しグライムも足を撃たれ操縦不能になる中、ライチュが操縦して総統地下壕近くのティーアガルテンに設けられた緊急滑走路に到着することに成功した。
ドイツの対戦国となったソビエト連邦でも、アントノフ設計局でOKA-38 アーイスト（ОКА-38 Аист）と呼ばれるFi 156の派生型が量産された。OKA-38は1940年に初飛行し、戦後にAn-2 コルトに代替されるまで、軍用・民間用機として幅広く使用された。なお、「アーイスト」とはロシア語でコウノトリのことである。
1941年5月には1機のFi 156Cが日本に研究目的で輸出されており、日本陸軍による審査が行われ、三式指揮連絡機の開発に繋がった。

## 派生型

Fiesler 156 Storch

C-0
少数のみ生産された。
C-1
連絡用。3座席。
C-2
観測用。2座席。後部に自衛用のMG 15 機関銃を装備。
C-3
連絡・観測いずれの用途にも使える「ユニバーサルコックピット」を装備。
C-5
C-3の胴体下部にカメラまたは燃料タンク用のハードポイントを備える。

## 登場作品

### 映画
『T-34 レジェンド・オブ・ウォー』
映画中盤、逃走した主人公らを探すドイツ国防軍のイェーガー大佐が搭乗。STOL性能を生かして道路に短距離着陸する場面もある。

### 漫画
『戦場ロマン・シリーズ』
シリーズの一編「ラプンツェルの神話」にて登場。山頂の要塞に囚われた少女を救出するために、主人公が手榴弾で要塞に火災を起こし、火災による上昇気流を利用してFi 156を空中停止させる。

### ゲーム
『R.U.S.E.』
ドイツの偵察機として登場。